# 韋斯特伍德 (新澤西州)
韋斯特伍德（英語：Westwood）是位於美國新澤西州伯根縣的自治市鎮。

## 人口
根據2020年美國人口普查的數據，韋斯特伍德的面積為5.95平方千米，當中陸地面積為5.85平方千米，而水域面積為0.10平方千米。當地共有人口11282人，而人口密度為每平方千米1,896人。